# Hans Johnen
Hans Johnen (* 26. Februar 1940 in Oy-Mittelberg; † 14. März 2013 in Dresden) war ein deutscher Mathematiker und Professor an der Universität Bielefeld. Johnen war bekannt für seine Forschungsergebnisse im Bereich der Analysis; hierbei im Spezialfeld der Forschung zu kompakten homogenen Räumen, sogenannter Lieschen Gruppen.

## Akademischer Werdegang
Von 1960 bis 1966 studierte er an der RWTH Aachen die Fächer Mathematik, Physik, Pädagogik und Philosophie. Danach war er Assistent am Lehrstuhl von Paul Butzer an der RWTH Aachen. An dessen Lehrstuhl schloss er 1970 seine Promotion über Stetigkeitsmoduli und Approximationstheorie auf kompakten Liegruppen zum Doktor der Mathematik ab. Nach seiner Habilitation wurde Hans Johnen 1974 Professor für Mathematik an der Universität Bielefeld. Hans Johnen arbeitete mit  Horst Leptin in der Arbeitsgemeinschaft Topologische Gruppen zusammen. Diese forschte insbesondere im Themenfeld klassischer harmonischer Analysis und algebraisch orientierten Fragestellungen zur (Ideal-)Struktur von Faltungsalgebren auf Lieschen Gruppen. Er blieb bis zu seiner Emeritierung an der Universität Bielefeld.